# 桂文都 (3代目)
3代目 桂 文都（かつら ぶんと、生年不詳 - 1918年12月19日）は、落語家（上方噺家）。本名:梅川五兵衛（五平とも）。享年不詳。
何度も師匠を変え、改名を繰り返し、所属を変えている事から、改名順序等について、はっきりとは正確に掴み難い。以下は『古今東西噺家紳士録』の経歴による。
- 幕末期の生まれ。
- 初め桂派に属し、3代目桂文吾の門下で源吾を名乗る。
- その後桂玉輔と改名。
- 1886年前半に正竹、同年後半に初代桂文團治の門下で初代玉團治となる。
- 1890年に玉輔に復し、1891年頃に伯枝。
- 1899年3月に桂文治の前名であった由緒ある名の桂慶枝を名乗るも、桂派を離れ敵対する三友派に移籍する。
- 1903年3月に桂文都を襲名。
  - しかし、襲名の話をエサに三友派に寝返ったと陰口を叩かれたという。
- 1904年9月に7代目桂文治の大阪三友派に参加。後に離脱して上京し、1905年1月に帰阪、
- 同年5月に梅川吾瓶に改名し、同年9月に文都に復名。
- 後に中風を患い、1916年10月15日に臨時日曜会で引退し、梅川文園と名乗る。

3代目桂文三、4代目桂文吾と共に、当時の名人として称えられた。上方落語では珍しい人情噺を得意とし、特に『立ち切れ線香』が得意で、「立ち切れの文都」とあだ名されるほどであった。他に『子は鎹』『三枚起請』『冬の遊び』などを十八番としていた。
しかし、大酒飲みのためアルコール依存症となり、このことが文都の芸歴を挫折させることとなった。晩年、駄菓子屋で無銭飲食をしている所を見咎められた際、既に発狂していたという。3代目文三、4代目文吾と共に、その生涯の終わりもまた不幸であった。
門下の4代目桂文都は実子。